# Merefa-Cherson-Brücke
Die Merefa-Cherson-Brücke (ukrainisch Мерефо-Херсонський міст/Merefo-Chersonskyj mist, russisch Мерефо-Херсонский мост/Merefo-Chersonski most) ist eine 1610 Meter lange Eisenbahnbrücke über den Dnepr in der ukrainischen Stadt Dnipro.
Die zweitälteste Brücke der Stadt und die erste Eisenbahn-Bogenbrücke in der Sowjetunion war zum Zeitpunkt ihrer Konstruktion die größte Bogenbrücke Europas und wird als ein einzigartiges Ingenieurbauwerk im Register der Architekturdenkmäler der Ukraine aufgeführt (FN P-86, 1 bis 493 PS, op. 1).

## Beschreibung

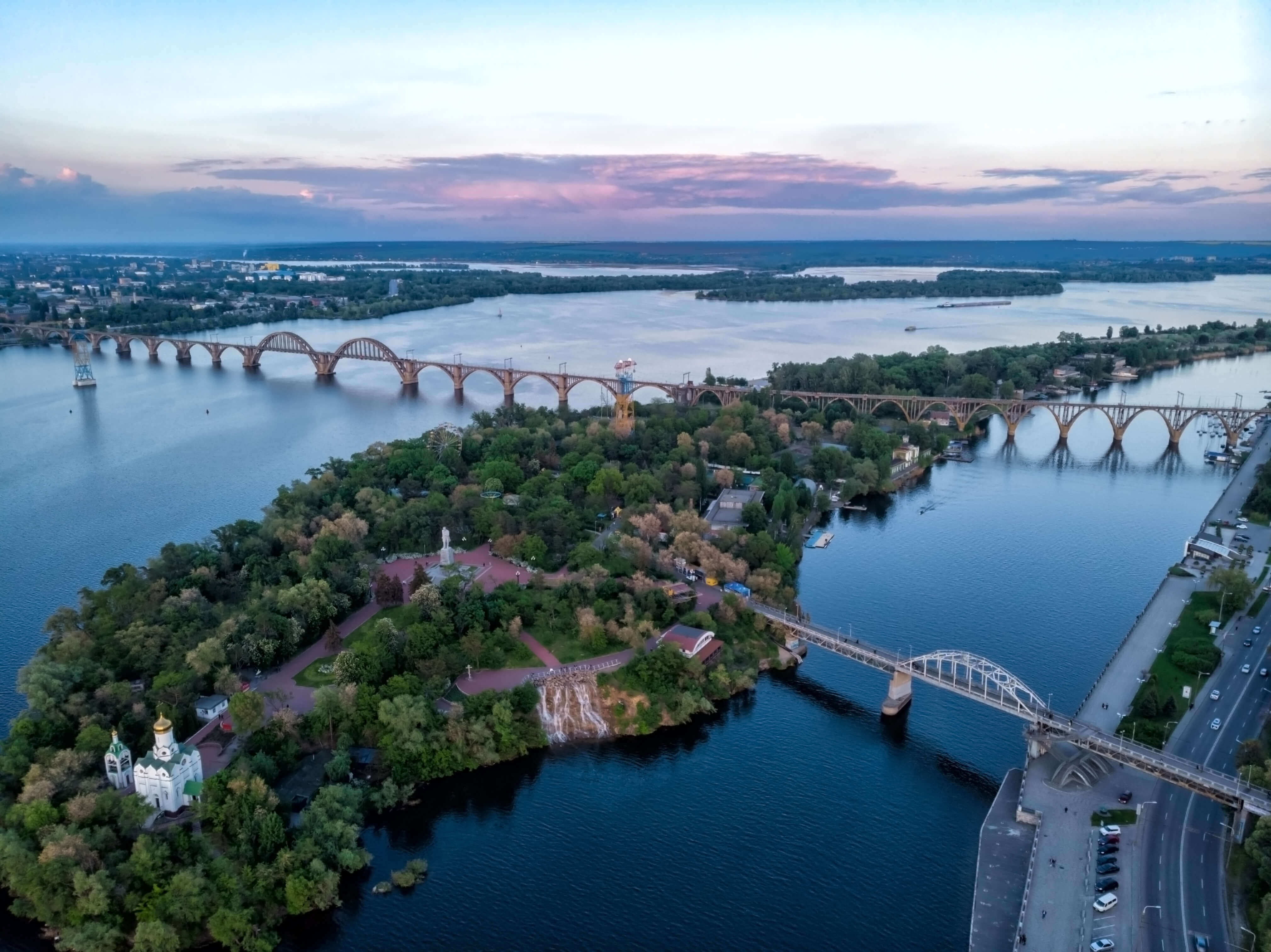
Merefa-Cherson-Brücke, mittig die Klosterinsel

Die eingleisige Brücke führt vom rechten Hochufer der Dnepr über die Uferstraße Sicheslavlavska Naberezhna und den Bischof-Kanal (Архієрейська протока), einen Seitenarm des Dneprs, führt dann in einer weiten Kurve hoch über die Klosterinsel und überquert anschließend den hier 860 m weiten Hauptarm des Stroms und schließlich die Uferstraße Marshala Malynos'koho am linken Ufer, wo sie an einen Bahndamm anschließt.
Sie besteht aus einer Reihe von 33 parabelförmigen Stahlbetonbögen mit folgenden Pfeilerachsabständen: 3×18 + 13×33 + 5×57 + 2×110 + 9×57 m. Den Anschluss an den Bahndamm bildet eine 75 m lange Balkenbrücke mit 5 Öffnungen. Auf die 3 sehr kurzen Bögen am Hang des rechten Ufers folgen 14 kleinere über die Uferstraße, den Kanal und die Insel. Die Strombrücke besteht aus zwei 110 m weiten Bögen mit mittigem Gleisträger, flankiert von 5 großen, 57 m weiten Bögen auf der rechten und 9 ebensogroßen Bögen auf der linken Stromseite. Ursprünglich hatte die Brücke zwei stählerne Fachwerkträger über den beiden weiten Öffnungen, die aber beim Wiederaufbau 1948 durch die beiden weiten Betonbögen ersetzt wurden.
Etwa 165 m stromaufwärts von der Brücke steht der Mast einer Freileitungskreuzung im Dnepr.

## Geschichte
Bereits während des Russischen Kaiserreiches wurde der Bau einer Eisenbahnbrücke im damaligen Jekaterinoslaw für die Eisenbahnstrecke Merefa – Cherson beschlossen. Der Streckenname gab der Brücke auch ihren Namen.
Die ersten Bautätigkeiten fanden in den Jahren 1912 bis 1916 statt, wurden dann aber durch den Ersten Weltkrieg, die anschließenden Wirren des Russischen Bürgerkrieges und den nachrevolutionären Umgestaltungen unterbrochen. Anfang der 1930er Jahre wurde der Bau der Brücke wieder aufgenommen und nach nur einem Jahr und vier Monaten Bauzeit wurde am 24. Oktober 1932 der letzte Kubikmeter Beton verlegt. Am 21. Dezember desselben Jahres fand die Inbetriebnahme statt.
Während des Zweiten Weltkrieges wurde sie von der aus Dnepropetrowsk abrückenden Roten Armee unbrauchbar gemacht. Die deutschen Besatzer setzten die Brücke wieder instand und benannten sie nach Generaloberst von Kleist, der persönlich zur Eröffnung „seiner“ Brücke kam, in Ewald von Kleist-Brücke um. Beim Rückzug der Wehrmacht zerstörte diese die Brücke erneut. Nach Kriegsende wurde sie wieder aufgebaut.